# Urmas Roosimägi
Urmas Roosimägi (* 1958) ist ein estnischer Brigadegeneral a. D., der in den Jahren 2008/09 Stabschef der estnische Streitkräfte war. Von 2009 bis 2016 war er Vorsitzender des Gemeinderates von Tapa.

## Militärische Laufbahn
Urmas Roosimägi begann seine militärische Ausbildung 1980 an einer Militärakademie in Kiew. Er diente in den Folgejahren bei der Sowjetarmee und stieg dort bis zum Bataillonskommandeur auf. Im Jahr 1991 wechselte er zu den estnischen Streitkräften.
In den folgenden Jahren durchlief er verschiedene Führungsfunktionen bei der estnischen Armee. Im Jahr 2008 wurde er zum Stabschef der Streitkräfte ernannt. Auf diesem Posten wurde er im Frühjahr 2009 zum Brigadegeneral befördert. Noch im selben Jahr schied er aus dem aktiven Militärdienst aus und wurde in die Reserve versetzt.